# 梁达三
梁达三（1912年—1985年），中国人民解放军将领、中国人民解放军开国少将。
曾任中国人民解放军北京军区空军干部部部长。1955年，授予中国人民解放军少将。